# Deportivo Alajuela Junior
Il Deportivo Alajuela Junior, conosciuto semplicemente come Alajuela Junior o Junior, è stata la squadra riserve della società calcistica dell'Alajuelense di Alajuela, in Costa Rica. Fu ammessa per la prima volta in un campionato federale nel 1933. È ricordata poiché nel breve periodo di permanenza in Primera División condusse dei campionati migliori rispetto a quelli della società "madre", guadagnando anche per due volte il titolo di subcampeon, assegnato al raggiungimento del secondo posto in campionato.

## Storia
Il primo campionato disputato dal Junior in massima serie fu quello del 1933. La squadra terminò quinta staccando di quattro punti l'Alajuelense, giunta ultima. In questo campionato si ricorda anche la vittoria ottenuta per 8-1 contro l'Orión, la migliore mai ottenuta da questa squadra, con ben quattro reti realizzate dal suo giocatore simbolo, Oscar Gutierrez Hombraso, detto Saltro.
Nel 1934 la squadra si trovò a poter lottare per vincere il titolo nazionale: infatti la squadra riuscì a imporsi nel suo gruppo di qualificazione (il campionato della Costa Rica prevedeva due gruppi di qualificazione da cui sarebbero emerse le due finaliste del campionato), vincendo cinque partite su sei e lasciandosi alle spalle l'Alajuelense, l'Orión e il CS México. In finale incontrò il La Libertad con cui disputò tre incontri (1-1, 0-0 e sconfitta per 1-0 i risultati). Purtroppo per la squadra, prima dell'ultima gara decisiva morì il capitano Rafael Herra in un incidente, così la squadra non si presentò e fu sconfitta a tavolino per 1-0 perdendo la possibilità di vincere il campionato.
L'anno successivo la squadra si piazzò ancora una volta seconda, stavolta al termine di un campionato con girone all'italiana, staccata di tre punti dai campioni dell'Herediano. Tuttavia nel 1936 la squadra arrivò ultima e retrocedette nell'antenata della Segunda División, dove rimase fino al suo scioglimento, avvenuto nel 1947.
Nel 1963, una cordata di imprenditori del Suriname investì dei capitali ed intavolò una trattativa per rifondare la squadra, ma la vicenda si concluse in un nulla di fatto. 

## Palmarès

### Competizioni nazionali
- Segunda División: 1

1932

### Altri piazzamenti
- Campionato costaricano:

Secondo posto: 1934, 1935